# Torre Hidirlik
Torre Hıdırlık (turc: Hıdırlık Kulesi) és una torre emblemàtica de pedra vermellosa a Antalya, Turquia, on Kaleiçi es troba amb el parc Karaalioğlu.

## Història
Es creu que l'Imperi Romà la va construir al segle ii de planta quadrada. En el mateix segle, es va convertir en torre circular. Sota els bizantins, va ser utilitzada com a avançada militar.
Des d'aleshores s'utilitza com a fortificació o com a far.
La torre està situada al costat sud del lloc, on les muralles de la ciutat s'uneixen amb les muralles del mar. L'estructura, de 14 m d'altura, consisteix en una torre circular que s'alça sobre un pedestal quadrat. La porta de la torre, a la banda est, condueix a una petita habitació, des d'on una estreta escala puja cap amunt. Hi ha indicis de treballs de restauració a la part superior fets a l'època seljúcida i otomana.
El seu nom actual, Hıdırlık (literalment "un lloc de Khidr") significa un lloc on té lloc el festival Hıdırellez. Hıdırellez és un festival de primavera. En algunes cultures musulmanes, es creu que Khidr i Elijah es reuneixen una vegada a l'any. Durant aquest temps, té lloc un festival de primavera, Hıdırellez. Els Hıdırlıks són especialment escollits per a les cerimònies d'Hıdırellez. Hi ha molts Hıdırlıks a Turquia. Entre 1919 i 1922, la fortificació i la mateixa ciutat d'⁣Antalya van ser ocupades per Itàlia com a part de les conseqüències del desmembrament de l'⁣Imperi Otomà. Després que els italians ocupessin Antalya, les forces irregulars turques i àrabs van iniciar una rebel·lió armada contra els italians ocupants. Els italians es van retirar més tard i van donar la ciutat a les forces del Mustafa Kemal.